# Parque Marinho dos Açores
O Parque Marinho dos Açores foi criado pelo Decreto Legislativo Regional n.º 28/2011/A, de 11 de novembro. O parque natural tem como objetivo contribuir para assegurar a proteção e a boa gestão das áreas marinhas protegidas por razões ambientais que se localizem nos mares dos Açores. Por se encontrarem incluídas nos correspondentes parques naturais de ilha, ficam excluídas do âmbito do PMA as áreas marinhas situadas no mar territorial adjacente a cada uma das ilhas do arquipélago.

## Estrutura e missão
Na sua estrutura e missão, o Parque Marinho dos Açores segue as orientações expressas nos diferentes documentos de alto nível que servem de guia para a gestão do mar, com particular referência para o Livro Verde e o Livro Azul sobre a Política Marítima Europeia, a Directiva n.º 2008/56/CE, do Parlamento Europeu e do Conselho, de 17 de Junho, que estabelece um quadro de acção comunitária no domínio da política para o meio marinho (Directiva Quadro «Estratégia Marinha»), e a Resolução do Conselho de Ministros n.º 163/2006, de 12 de Dezembro, que aprova a Estratégia Nacional para o Mar. O parque marinho dos açores contém
Integram o Parque Marinho dos Açores as áreas oceânicas protegidas que pertençam a uma das seguintes classes:
- Estejam incluídas na Rede Natura 2000, por terem sido classificadas ao abrigo da Directiva n.º 92/43/CEE, do Conselho, de 21 de Maio, relativa à preservação dos habitats naturais e da fauna e da flora selvagens, ou da Directiva n.º 2009/147/CE, do Parlamento Europeu e do Conselho, de 30 de Novembro, relativa à conservação das aves selvagens;
- Integrem a rede de áreas marinhas protegidas no âmbito do anexo V da Convenção para a Protecção do Meio Marinho do Atlântico Nordeste, adoptada em Paris, no âmbito da reunião ministerial das Comissões de Oslo e Paris, em 22 de Setembro de 1992 (Convenção OSPAR), aprovada para ratificação pelo Decreto n.º 59/97, de 31 de Outubro, com as emendas que lhe foram introduzidas pelo Decreto n.º 7/2006, de 9 de Janeiro;
- As áreas importantes para as aves identificadas pelos processos científicos conduzidos pelo projecto «LIFE IBAs Marinhas» (LIFE04NAT/PT/000213);
- Outras áreas com interesse para a conservação da natureza ou da biodiversidade situadas fora do mar territorial dos Açores.

O Parque Marinho dos Açores pode ainda integrar áreas marinhas não incluídas nas categorias atrás referidas, mas que sejam importantes para a preservação de tartarugas, aves marinhas, cetáceos e outras espécies relevantes, e obedeçam a regimes específicos. Esses regimes visam a gestão das áreas e corredores de passagem com importância para a migração, alimentação e reprodução das espécies ali incluídas. Nesse contexto podem ser integradas no Parque Marinho dos Açores novas áreas marinhas que venham a ser identificadas como relevantes para a gestão de recursos escassos ou em perigo ou que mereçam um particular estatuto de conservação, incluindo as áreas marinhas protegidas sitas em águas internacionais (High Seas Marine Protected Areas ou HSMPA) e que sejam colocadas sob gestão nacional.
No estabelecimento dos objectivos e da missão do Parque Marinho dos Açores assume particular relevância o estabelecido no anexo V da Convenção OSPAR e os princípios e objectivos contidos nos n.os 21 a 30 da Declaração de Bergen, conforme adoptada na reunião ministerial daquela organização internacional realizada em Bergen em Setembro de 2010.
Em cumprimento do estabelecido no Decreto Legislativo Regional n.º 15/2007/A, de 25 de Junho, o Parque Marinho dos Açores segue as orientações da União Internacional para a Conservação da Natureza (IUCN) quanto à classificação de cada uma das áreas protegidas que o integram, tendo por base as características das áreas a proteger e os objectivos de gestão definidos.

## Museu do Parque Marinho dos Açores
Um Museu dedicado ao Parque Marinho dos Açores, pode ser visitado no Aquário de Porto Pim, na Baía de Porto Pim em plena Paisagem Protegida do Monte da Guia na ilha do Faial. Vários painéis ilustrados com mapas 3D e imagens recolhidas no oceano, algumas a grandes profundidades, apresentam as nove áreas protegidas off-shore integradas no Parque Marinho dos Açores.